# Ingeborg Pehrson
Ingeborg Pouline Pehrson (* 16. Dezember 1886 in Kopenhagen; † 11. April 1950 ebenda) war eine dänische Schauspielerin.

## Leben
Ingeborg Pehrson wuchs als einziges Kind von Per Pehrson und dessen Frau Maria Nordstrøm in Kopenhagen auf, wo sie zeitlebens wohnte.
Sie absolvierte ihre Schauspielausbildung von 1913 bis 1916 an der Eleveskole des Königlichen Theaters Kopenhagen, wo sie am 25. Februar 1916 als Darstellerin auch ihr Bühnendebüt hatte. Als Bühnendarstellerin wirkte sie in zahlreichen Theaterstücken, Varieté-Shows und Musicals mit, so unter anderem auch am Folketeatret, am Betty-Nansen-Theater oder am Nørrebro-Theater. Sie wirkte als Schauspielerin vor der Kamera von 1917 bis 1950 in mehr als 40 Film-und-Fernsehproduktionen mit, darunter zu Beginn ihrer Karriere in vier Stummfilmen.
Pehrson war ab dem 22. November 1931 mit Alexander Christiansen (1894–19??) verheiratet. Die Ehe blieb kinderlos. Pehrson starb im April 1950 im Alter von 63 Jahren. Ihre Grabstätte befindet sich auf dem Hellerup-Kirkegard.

## Filmografie (Auswahl)
- 1917: Elverhøj
- 1924: Klein Dorrit (Lille Dorrit)
- 1940: Familie Olsen
- 1943: Kriminalassistent Bloch
- 1944: Frechheit siegt